# César Vaquera
César Vaquera Resendiz (* 22. April 1989) ist ein mexikanischer Radrennfahrer.
César Vaquera wurde 2009 Zweiter der mexikanischen U23-Meisterschaften im Einzelzeitfahren der Vuelta a Chihuahua konnte er im selben Jahr die fünfte Etappe für sich entscheiden.

## Erfolge
2009
- eine Etappe Vuelta a Chihuahua